# Aroostook Valley Railroad
Die Aroostook Valley Railroad (AVR) ist eine ehemalige Eisenbahngesellschaft in Maine (Vereinigte Staaten). Sie bestand als eigenständige Gesellschaft von 1902 bis 1996. Der Firmensitz befand sich in Presque Isle.

## Geschichte
Die Gesellschaft wurde am 2. Juli 1902 durch den Unternehmer Arthur R. Gould gegründet und eröffnete ihre Strecken bis 1912. Die Hauptstrecke der Bahn führte von Presque Isle nach Washburn und wurde zusammen mit einer Verbindungsstrecke zur Aroostook River Railroad und einem kurzen Abzweig zur Perham Road in Washburn 1910 eröffnet. Die AVR verlängerte die Strecke dann bis Ende 1912 von Washburn aus nach Caribou. In Carson zweigte eine 11,8 Kilometer lange Zweigstrecke nach Sweden ab. Verbindungen zur Bangor and Aroostook Railroad gab es anfangs weder in Washburn noch in Presque Isle. Erst Anfang der 1920er Jahre wurde in Washburn eine Gleisverbindung errichtet. Eine Mitte der 1910er Jahre vorgeschlagene Verlängerung von Washburn aus in Richtung Westen quer durch Maine bis zum Lake Frontier in Québec wurde nicht genehmigt, da die Bahngesellschaft den Nutzen einer solchen Strecke für die Öffentlichkeit nicht ausreichend darlegen konnte.
Die Strecken waren in Normalspur (1435 mm) gebaut und von Anfang an elektrifiziert. Den Strom bezog die Gesellschaft von der Maine and New Brunswick Electrical Power Co., die ihren Sitz in Aroostook Falls (New Brunswick) hatte. Im Geschäftsjahr 1909/10 transportierte man 17.293 Passagiere und verfügte über 7 Personentriebwagen, 17 Güterwagen sowie einen Schneepflug.
Da die Canadian Pacific Railway ab Presque Isle ebenfalls eine Strecke betrieb und durchgehenden Güterverkehr in den Westen der Stadt durchführen wollte, erwarb sie die Anteilsmehrheit der AVR im Jahre 1932. Der elektrische Betrieb wurde 1946 zugunsten von Dieselzügen aufgegeben, nachdem die Bahngesellschaft bereits am 12. Juli 1945 zwei GE 44-ton switcher-Diesellokomotiven gekauft hatte. Der Personenverkehr endete ebenfalls 1946. Zwei Wochen vor der Einstellung des elektrischen Betriebs und des Personenverkehrs war Arthur R. Gould gestorben.
Mit dem Abschnitt Carson–Sweden 1978 begann der schrittweise Rückbau des Netzes. Nachdem 1987 die Canadian Pacific ihre Strecke nach Presque Isle stilllegte, erwarb die AVR den Abschnitt von Washburn Junction nach Presque Isle von dieser Gesellschaft. Die Bangor&Aroostook baute ein Verbindungsgleis zum ehemaligen Canadian-Pacific-Bahnhof in Presque Isle. Bereits 1992 endete dieser Verkehr jedoch und die AVR baute eine neue Verbindungsstrecke vom Skyway Branch, einem 1941 zu einer Air Force Base westlich von Presque Isle gebauten Anschlussbahn, direkt zur Bahnstrecke Mapleton–Presque Isle der Bangor&Aroostook. Von der Hauptstrecke war seit 1987 nur noch der etwa acht Kilometer lange Abschnitt von Skyway Junction bis Park Siding in Betrieb, der jedoch 1993 zusammen mit dem Abzweig zur Canadian-Pacific-Strecke ebenfalls stillgelegt wurde.
Noch bis zum 26. April 1996 fuhr die AVR Güterverkehr auf der verbleibenden Anschlussbahn zum Skyway Industry Park, der ehemaligen Airbase. Heute befindet sich die Strecke (insg. 4,5 Kilometer) in Besitz der Stadt Presque Isle und wird noch im Anliegergüterverkehr durch die New Brunswick Southern Railway bedient.

## Anhang